# Семуа
Семуа (на немски: Semois; на френски: Semoy) е река в Югоизточна Белгия (провинции Люксембург и Намюр) и Североизточна Франция (департамента Ардени), десен приток на Маас. Дължина 210 km, от които 186 km в Белгия и 24 km във Франция. Площ на водосборния басейн 1350 km².
Река Семуа води началото си от извор-чешма, на 396 m н.в., в югоизточната част на град Арлон, в югоизточната част на белгийската провинция Люксембург. Почти по цялото си протежение тече западна посока през югозападните части на планината Ардени в дълбока и тясна долина, с редуващи се малки долинни разширения и със стотици красиви планински меандри. Разстоянието по права линия от извора до устието на реката е 80 km, а действителната ѝ дължина е 210 km. Последните 23 km тече на френска територия и се влива отдясно в река Маас (Мьоз), на 147 m н.в., в чартите на градчето Монтерме, департамента Ардени.
Водосборният басейн на Семуа е много дълъг и тесен и обхваща площ от едва 1350 km², което представлява 3,75% от водосборния басейн на Маас. Речната ѝ мрежа е асиметрична с повече и по-дълги десни и почти отсъстващи леви притоци. Основни притоци: десни – Рюл (223 km²) и Виер (46 km, 267 km²). На юг и север водосборният басейн на Семуа граничи с водосборните басейни на реките Шиер, Уй, Лес и Урт (десни притоци на Маас), а на изток – с водосборния басейн на река Рейн (от басейна на Северно море).
Семуа има предимно дъждовно и частично снежно подхранване с почти целогодишно пълноводие, с максимум през зимата и пролетта. Среден годишен отток в долното течение 35 m³/sec.
Реката протича през рядко населени райони и в долинните ѝ разширения са разположени предимно малки села. Най-големи селища в Белгия са градовете Арлон и Буйон.